# Northfleet Green
Northfleet Green – wieś w Anglii, w hrabstwie Kent, w dystrykcie Dartford. Leży 21 km na północny zachód od miasta Maidstone i 34 km na wschód od centrum Londynu.